# Deutscher Turner-Bund
Il Deutscher Turner-Bund (in tedesco: Federazione Tedesca di Ginnastica) è la federazione sportiva che, in Germania, regola e promuove la ginnastica (artistica, ritmica, acrobatica, aerobica, per tutti, TeamGym) e altri sport, come orienteering, fistball e indiaca, raccolti sotto la denominazione di Turnspiele.